# Miombo de l'Angola
Localisation
Le miombo de l'Angola couvre la majeure partie du centre de l'Angola et s'étend jusqu'en République démocratique du Congo. Il fait partie du grand écosystème de miombo qui couvre une grande partie de l'Afrique orientale et australe.

## Localisation et description
Cette zone de savane et de forêt couvre une zone de plateau et de douces collines au centre de l'Angola, qui correspond au bassin de l'Okavango et du Zambèze à l'est. La région se trouve à l'est de la chaîne de collines qui s'étend parallèlement à la côte atlantique, du nord du désert du Kalahari aux forêts tropicales humides du Congo.
Elle bénéficie d'un climat tropical, plus humide que la savane environnante ; les précipitations tombent pendant les mois d'été les plus chauds, de novembre à mars.

## Flore
La flore est celle de la savane humide à végétation à feuilles caduques et celle de la forêt claire. Entre ces zones se trouve une zone de prairie ouverte. Trois espèces d'arbres dominent, Brachystegia, Julbernardia et Isoberlinia. Sous les arbres, on trouve une flore variée, tandis que les prairies poussent sur les sols sableux. La caractéristique de la forêt à miombo est sa vulnérabilité au feu, car la région est sèche la majeure partie de l'année.

## Faune
La faune comprend un certain nombre d'espèces d'oiseaux et de mammifères, dont l'hippotrague noir géant (Hippotragus niger variani). Les mammifères endémiques comprennent la souris de Vernay (Dendromus vernayi). Les grands mammifères comprennent le guib harnaché (Tragelaphus scriptus), le céphalophe bleu (Philantomba monticola) et le céphalophe à dos jaune (Cephalophus silvicultor) dans les zones densément boisées. Dans les zones les plus humides on rencontre la girafe, le sitatunga (Tragelaphus spekei) et le cobe à croissant (Kobus ellipsiprymnus) ainsi que le Sassabi (Damaliscus lunatus) dans les prairies.

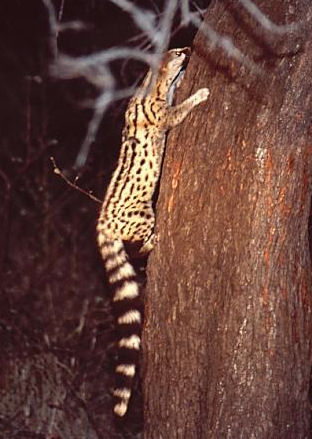
Genette d'Angola.

Les autres grands mammifères présents dans l'écorégion comprennent l'hippopotame (Hippopotamus amphibius), le zèbre (Equus burchellii), et leurs prédateurs tels que le lion (Panthera leo), le léopard (Panthera pardus), le guépard (Acinonyx jubatus), le lycaon (Lycaon pictus), le chacal à flancs rayés (Canis adustus) et la hyène tachetée (Crocuta crocuta) ainsi que des carnivores plus petits tels que le chat sauvage d'Afrique (Felis silvestris lybica), le serval (Leptailurus serval), le caracal (Caracal caracal) et la genette d'Angola (Genetta angolensis).
Avant la guerre civile angolaise dans les années 1970, la région abritait d'importantes populations d'éléphants et de rhinocéros noirs (Diceros bicornis) mais elles ont été presque entièrement éliminées, principalement par les braconniers.
La seule espèce d'oiseau endémique connue est la cisticole à queue noire (Cisticola melanura) bien qu'il existe une assez riche variété d'oiseaux. Après les pluies, on peut trouver dans les zones humides la grande fauvette aquatique (Acrocephalus rufescens), le chloropète jaune (Iduna natalensis), la cisticole pépiante (Cisticola pipiens), le tisserin de Bocage (Ploceus temporalis), le jabiru d'Afrique (Ephippiorhynchus senegalensis), le marabout d'Afrique (Leptoptilos crumeniferus), le héron goliath (Ardea goliath) et la grue caronculée (Bugeranus carunculatus).
Les amphibiens sont moins représentés, il existe deux espèces de grenouilles endémiques, Hildebrandtia ornatissima et Leptopelis anchietae, plus une qui ne se trouve presque que dans cette région, Hyperolius vilhenai.
Enfin, dans la forêt de miombo, les nombreuses termites et chenilles jouent un rôle important dans le nettoyage des feuilles.

## Habitat humain
Les villes et villages de la région sont Kuito, Menongue et Luena, toutes ayant connu de nombreux conflits durant la guerre civile angolaise de 1975 à 2002.

## Menaces et zones protégées
La longue guerre civile a causé d'immenses dommages à l'environnement, laissant les forêts exposées au braconnage et aux abattages incontrôlés, et la préservation de la nature est devenue une priorité mineure pour le gouvernement. Le conflit n'a pas non plus permis aux scientifiques d'étudier la région. Cependant, les forêts ne sont pas menacées par le défrichement pour l'agriculture ou l'exploitation forestière, car, outre les effets de la guerre, d'autres facteurs maintiennent la population de la région à un faible niveau ; le sol sablonneux ne permet pas l'agriculture, et les forêts et les prairies sont infestées par la mouche tsé-tsé. Certaines forêts sont cependant en train d'être défrichées en bordure des villes ou pour l'exploitation minière à ciel ouvert.
Il existe plusieurs parcs nationaux dans la région ; certains ont été abandonnés à plusieurs reprises durant la guerre civile. Les principales aires protégées sont le parc national de Cameia, le parc national de Cangandala, un refuge important pour l'hippotrague noir géant, la réserve naturelle de Luando et le parc national de Longa-Mavinga.